# Abschnittsbefestigung Graitz

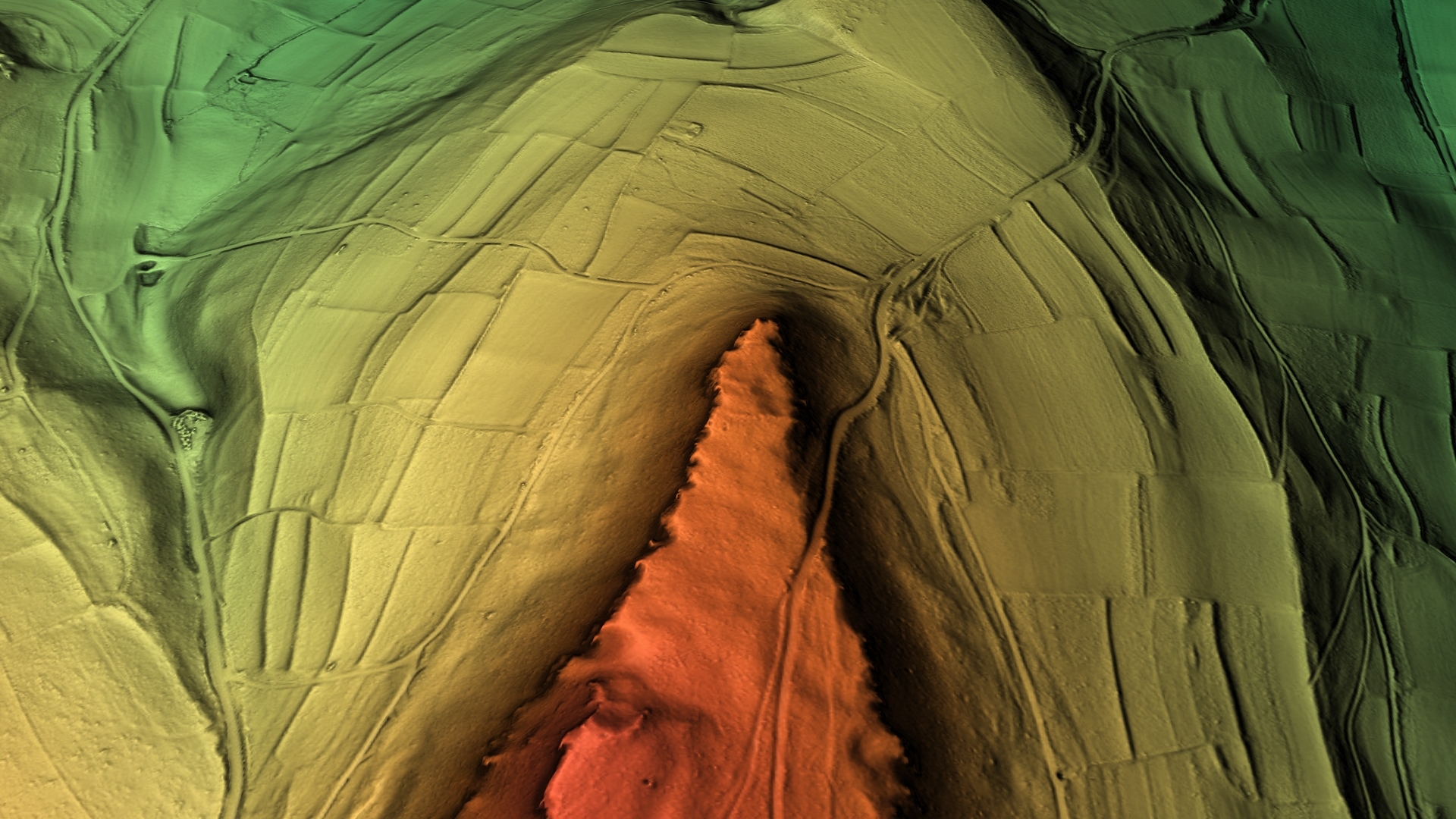
3D-Ansicht des digitalen Geländemodells

Die Abschnittsbefestigung Graitz ist eine abgegangene mittelalterliche Befestigungsanlage auf der Nordspitze des namensgebenden Berges Graitz, einer sehr langen und schmalen Bergzunge zwischen zwei tief in die Fränkische Alb eingeschnittenen Bachtälern. Sie befindet sich etwa 1150 Meter südsüdwestlich der katholischen Pfarrkirche St. Aegidius im Ortsteil Frauendorf der Stadt Bad Staffelstein im oberfränkischen Landkreis Lichtenfels in Bayern, Deutschland. Über diese Abschnittsbefestigung sind keine geschichtlichen oder archäologischen Informationen bekannt, sie wird grob als mittelalterlich datiert, und könnte schon während des Frühmittelalters erbaut und genutzt worden sein. Erhalten hat sich von der Anlage eine zweifache Abschnittsbefestigung, die Stelle ist als Bodendenkmal Nummer D-4-5932-0100: Abschnittsbefestigung des Mittelalters geschützt.

## Beschreibung
Die Befestigungsanlage liegt auf etwa 490 m ü. NN Höhe an der Spitze eines schmalen, rund 800 Meter langen Bergspornes, der sich aus der Hochfläche des Dornig nach Norden erstreckt. Im Westen sowie im Norden wird der Sporn durch ein tiefeingeschnittenes Tal, das sogenannte Teufelsloch, geschützt, das weiter unten vom Zelsgraben durchflossen wird. Auch die Ostseite war durch den Steilabfall über Felsklippen in ein Bachtal von Natur aus sehr gut geschützt. Nach Süden zum etwas breiter werdenden Bergsporn wurden 35 und 100 Meter vor der Spitze zwei Wälle angelegt.